# Arnaldur Indriðason
Arnaldur Indriðason (Reykjavík, 28. siječnja 1961.) je islandski pisac poznat po nagrađivanim kriminalističkim romanima o detektivu Erlenduru Sveinssonu.
Napomena: Prezimena na Islandu se u pravilu sastoje od patronima ili rjeđe matronima. Pravilan način obraćanja osobi na Islandu je prema osobnom imenu.

## Biografija
Arnaldur je rođen u Reykjavíku. Indriði Þorsteinsson, njegov otac, bio je poznati islandski pisac. Diplomirao je povijest na Islandskom sveučilištu (Háskóli Íslands), a nakon toga se bavio novinarstvom i filmskom kritikom. Radio je za Morgunblaðið, najveće islandske novine, u dva navrata, od 1981. do 1982. kao novinar i od 1986. do 2001. kao filmski kritičar. Također je bio urednik dvaju knjiga o islandskoj kinematografiji. Danas živi i radi u Reykjaviku.

## Karijera
Arnaldur je, prema vlastitom priznanju, kasno počeo pisati, s 34 godine, zbog očeve slave. Prvi roman u seriji o detektivu Erlenduru, Synir duftsins objavio je 1997. godine, ali kritika ga je mlako dočekala, a slično je bilo i s drugim romanom, Dauðarósir. Tek je s trećim romanom, Mýrin (Močvara) postao slavan. Do sada je objavio 14 romana iz serije o detektivu Erlenduru. Radnje svih romana smještene su na Islandu, a teme koje autor obrađuje vezane su za društvena i politička pitanja koja su obilježena specifičnom islandskom okolinom: izolirana populacija koja je uglavnom živjela u siromaštvu i koja je u manje od sto godina postala urbana, bogata i multikulturalna zajednica. Slučajevi koje rješava glavni protagonist uključuju DNK baze genetski homogene populacije, kućno nasilje, nasljeđe rata i kolonizacije i sl.
Arnaldurovi romani prevedeni su na najmanje 20 jezika u 26 zemalja, a dobitnik je i brojnih nagrada kao što su dvije nagrade “Stakleni ključ” za najbolji nordijski kriminalistički roman, zatim britanska nagrada "Zlatni bodež" za najbolji kriminalistički roman dok je posljednju, 125 000 eura vrijednu, 7. RBA nagradu za kriminalistički roman, dobio 2013. za roman Skuggasund.
Prema romanu Mýrin je 2006. godine na Islandu snimljen istoimeni film, u režiji Baltasara Kormákura. Film je 2007. bio islandski kandidat za nagradu Oscar u kategoriji najboljeg stranog filma.
U Hrvatskoj je preveden samo jedan roman, Mýrin, pod naslovom Močvara, izdan 2006. godine.

### Romani s detektivom Erlendurom
- 1997. – Synir duftsins
- 1998. – Dauðarósir
- 2000. – Mýrin: Močvara. 2006. ISBN 9536751313
- 2001. – Grafarþögn
- 2003. – Röddin
- 2004. – Kleifarvatn
- 2005. – Vetrarborgin
- 2007. – Harðskafi
- 2008. – Myrká
- 2009. – Svörtuloft
- 2010. – Furðustrandir
- 2011. – Einvígið
- 2012. – Reykjavíkurnætur
- 2013. – Skuggasund

### Ostali romani
- 1999. – Napóleonsskjölin
- 2003. – Bettý
- 2006. – Konungsbók

### Ostalo
- 2000. – Leyndardómar Reykjavíkur 2000 (jedno poglavlje, 2000.)
- 2008. – Reykjavík-Rotterdam (scenarij, suautor, 2008.)

## Vanjske poveznice
- (engl.) Arnaldur Indriðason na IMDb